# Indian country

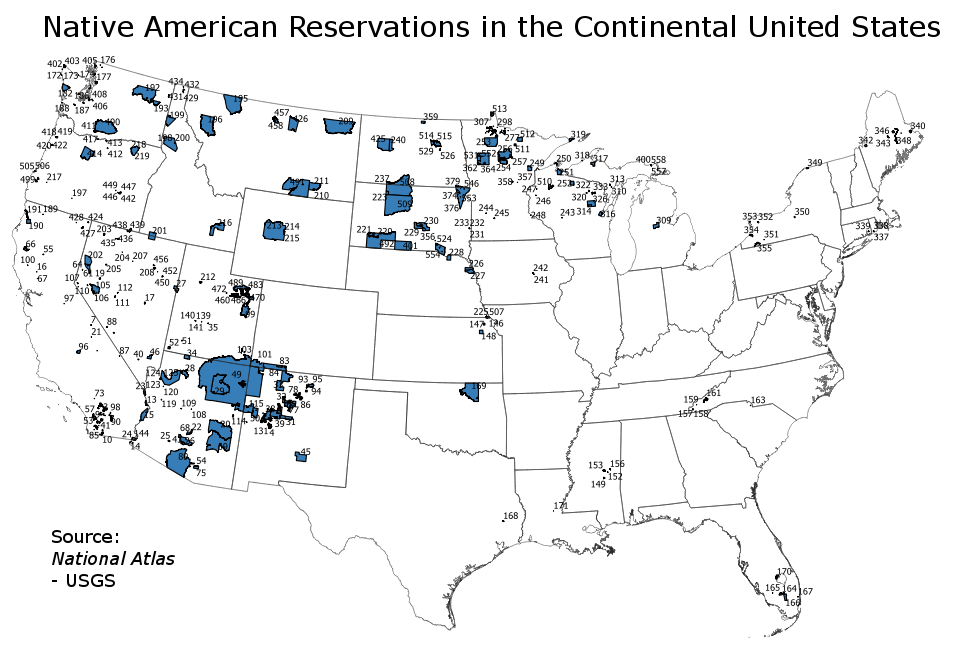
Kaart van de indianenreservaten in de aaneengesloten staten. Naast de reservaten verstaat men onder 'Indian country' ook alle andere plaatsen waar inheemse Amerikanen wonen.

Indian country is alle grondgebied in de Verenigde Staten dat toebehoort aan indiaanse gemeenschappen met zelfbestuur. Het omvat meer dan 300 indianenreservaten alsook percelen in eigendom of beheer van indianenstammen of individuele indianen. In de spreektaal staat 'Indian country' voor alle plaatsen waar inheemse Amerikanen leven.
Vóór het einde van de frontier werd de term gebruikt om niet-gekoloniseerd land bewoond door indianen voorbij de frontier te beschrijven.